# The ConstruKction of Light
The ConstruKction of Light – 12. album studyjny zespołu King Crimson, wydany 23 maja 2000 roku (w Japonii 3 maja).

## Album

### Historia
W listopadzie i grudniu 1999 roku Robert Fripp, Adrian Belew, Trey Gunn i Pat Mastelotto zebrali się w domowym studiu Belewa, aby nagrać nowy album King Crimson. W miesiącach poprzedzających sesje nagraniowe doszło do przetasowań w składzie zespołu. Z różnych powodów odeszli Bill Bruford i Tony Levin. Odejść chciał również Belew, ale ostatecznie dał się przekonać do pozostania. Jak stwierdził w wywiadzie dla miesięcznika Teraz Rock: „Kocham King Crimson, ale przyznam czasami ciężko mi być członkiem zespołu (…) Niełatwo funkcjonuje się w grupie, w której zasadniczo rządzi ktoś inny”. Mastelotto z kolei w tym samym wywiadzie bardzo wysoko ocenił nieobecnego Billa Bruforda nazywając go „niesamowitym, fantastycznym bębniarzem” wnoszącym do muzyki zespołu elementy jazzu i klasycznej muzyki europejskiej. Stwierdził też, że wskutek tego w obecnej muzyce King Crimson jest więcej rocka a mniej jazzu.
Robert Fripp wspominając album w październiku 2011 roku stwierdził, że nie oddaje mocy muzyki w stopniu większym niż którykolwiek z albumów studyjnych King Crimson. Był zadowolony z muzyki, ale nie z nagrań i okładki. Po wcześniejszym przesłuchaniu wielościeżkowych nagrań w Discipline Global Mobile doszedł wspólnie z Davidem Singletonem do wniosku, że nie można znacząco poprawić albumu z nagrań źródłowych, zrealizowanych na magnetofonie ADAT. Obaj rozmawiali o ponownym skompilowaniu albumu, tak aby zawierał on nagrania utworów na żywo. Planowany projekt określili The reConstruKction of Light, nie podając jednak daty jego realizacji.

#### The ReConstruKction of Light(2019)
Projekt doczekał się realizacji dopiero w 2019 roku, wraz z wydaniem box setu Heaven & Earth. The ConstruKction of Light przeszedł najbardziej radykalną zmianę ze wszystkich dotychczasowych albumów zespołu, ponieważ w rzeczywistości został przebudowany od podstaw. Zostało to spowodowane tym, iż oryginalne nagrania elektronicznej perkusji Pata Mastelotto zaginęły, wskutek czego musiał on ponownie nagrać cały materiał na swoim aktualnym zestawie akustyczno-elektrycznym, tworząc praktycznie całkowicie nowy album, choć ze znanym materiałem. Album wydano na płycie DVD w nowych edycjach stereo z dźwiękiem Dolby Surround 5.1 razem z oryginalnym miksem jako bonusem, a całość uzupełnił album Heaven and Earth zespołu ProjeKct X. Z kolei utwór „FraKctured” został wydany w tym samym roku w ramach serii 50 rzadkich lub niezwykłych utworów z archiwów aby uczcić 50. rocznicę powstania zespołu. Wydanie pierwszego utworu zaplanowano na 13 stycznia – datę powstania King Crimson w Fulham Palace Café w 1969 roku, a kolejnych (opatrzonych komentarzem Davida Singletona) – co tydzień przez pozostałe 50 tygodni 2019 roku.

### Promocja
Promocji wydanego w maju 2000 roku albumu towarzyszyła trasa koncertowa zespołu po Europie, Japonii, USA i Kanadzie, trwająca od maja do listopada. W ramach trasy zespół koncertował w dniach 9–11 czerwca w Polsce (w Warszawie i w Poznaniu). Efektem trasy był album koncertowy Heavy ConstruKction, wydany w listopadzie, zawierający aż 7 nagrań z występów w Polsce.

### Lista utworów
Źródło.
| 1.  | "ProzaKc Blues"                                       | 5:28  |
|     |                                                       |       |
| 2.  | "The ConstruKction of Light" (part 1)                 | 5:49  |
|     |                                                       |       |
| 3.  | "The ConstruKction of Light" (part 2)                 | 2:50  |
|     |                                                       |       |
| 4.  | "Into the Frying Pan"                                 | 6:54  |
|     |                                                       |       |
| 5.  | "FraKctured"                                          | 9:06  |
|     |                                                       |       |
| 6.  | "The World’s My Oyster Soup Kitchen Floor Wax Museum" | 6:24  |
|     |                                                       |       |
| 7.  | "Larks' Tongues in Aspic (Part IV)" (part 1)          | 3:41  |
|     |                                                       |       |
| 8.  | "Larks' Tongues in Aspic (Part IV)" (part 2)          | 2:50  |
|     |                                                       |       |
| 9.  | "Larks' Tongues in Aspic (Part IV)" (part 3)          | 2:36  |
|     |                                                       |       |
| 10. | "Coda: I Have a Dream"                                | 4:51  |
|     |                                                       |       |
| 11. | "Heaven and Earth"                                    | 7:46  |
|     |                                                       |       |
|     |                                                       | 58:15 |
|     |                                                       |       |
Wszystkie utwory skomponowali Adrian Belew, Robert Fripp, Trey Gunn, Pat Mastelotto.
Utwór „Heaven and Earth” pojawił się na albumie Heaven and Earth zespołu ProjeKct X, nagranym w tym samym czasie co The ConstruKction of Light.

### Twórcy
- Robert Fripp – gitara
- Adrian Belew – gitara, śpiew
- Trey Gunn – gitara Warr, gitara barytonowa, dizajn, zdjęcia
- Pat Mastelotto – perkusja
- Glenn Meadows – mastering
- Bill Munyon – Pro Tools, realizacja nagrań, miksowanie
- Ken Latchney – realizacja nagrań, miksowanie
- Ioannis – oprawa graficzna
- Alan Chappell – dizajn

## Odbiór

### Opinie krytyków
| Oceny łączne                      | Oceny łączne |
| Publikacja                        | Ocena        |
| --------------------------------- | ------------ |
| Album of the Year                 | 62/100       |
| Recenzje                          |              |
| Publikacja                        | Ocena        |
| AllMusic                          | [ 2 ]        |
| Entertainment Weekly              | B-           |
| PopMatters                        | 8.0/10       |
| Porcys                            | 9.4/10       |
| The New Rolling Stone Album Guide | [ 11 ]       |
| Spin                              | 6/10         |
| Sputnikmusic                      | 1.5/5.0      |
| Teraz Rock                        | [ 14 ]       |

Jeśli jesteś fanem King Crimson, prawdopodobnie masz już tę płytę. Ale jeśli chcesz poznać Crimson z końca wieku, ConstruKction of Light cię nie zawiedzie.

Bardzo wysoko ocenił album Miłosz Ostrowski z magazynu Porcys dając mu 9.4 punktu z 10. Jego zdaniem płyta „The ConstruKction Of Light chociaż doskonała, jest ciężka do słuchania. Powodem tego jest jej złożoność, brzmienie, spoistość”. Za najlepsze utwory autor uznał 'FraKctured' i 'Larks' Tongues In Aspic, part IV'. Według niego „albumu najlepiej słuchać samemu, w dużym skupieniu, parokrotnie, zanim wysnuje się wnioski i opinie na jego temat. (...) Fenomenalną rzeczą na tej płycie są aranżacje”. W podsumowaniu stwierdził: „jest to chyba jest to najlepiej zaaranżowana płyta jaką słyszałem, a pod względem produkcji i brzmienia dorównuje takim arcydziełom jak The Wall Pink Floydów.
Zdaniem Jordana Babuli z miesięcznika Tylko Rock „mógłby to być naprawdę świetny album, gdyby nie to, jak został nagrany. Wszystko tu brzmi sztucznie, nienaturalnie i syntetycznie”. Autor ma zastrzeżenia do miksu, w tym do wysunięcia wszystkich ścieżek na pierwszy plan oraz do gry Pata Mastelotto, którego „wyjątkowo brutalne i mało wyrafinowane partie perkusyjne ciągną całość dodatkowo w dół”.
Jeszcze niżej ocenił album Jason Nickey z magazynu AllMusic (2 gwiazdki na 5). Jego zdaniem King Crimson „wypada płasko z The ConstruKction of Light”, który jest albumem „całkowicie zacofanym” jako że niemal każdy z jego utworów nawiązuje do jakiejś poprzedniej piosenki. Jako wyrazisty przykład dał 'FraKctured' i 'Larks Tongues in Aspic-Part IV'. Tym niemniej wyróżnił dwa utwory: 'Into the Frying Pan' i 'Heaven and Earth' nazywając ten ostatni „utworem o pięknej teksturze, niemal ambientowym”.
„Żadna z tych płyt nie jest zabawna. W ogóle.” – stwierdził Greg Milner Spin oceniając łącznie The ConstruKction of Light, The Rising Tide zespołu Sunny Day Real Estate i From The Vapor of Gasoline zespołu The Mercury Program.
Will Hermes z Entertainment Weekly zauważył, że wprawdzie „King Crimson udowadniają, że po ponad 30 latach wokale pozostają ich piętą achillesową” to jednak „warto zapoznać się z ciężkimi art-metalowymi utworami instrumentalnymi.
Mark Smotroff z Audiophile Music wysoko ocenił The ReconstruKction Of Light stwierdzając iż: „Nowa reinterpretacja tego albumu jest nie tylko odkrywcza, ale prawdopodobnie jest to zupełnie nowa płyta, która powinna być rozpatrywana sama w sobie. I jest naprawdę dobra! (...) Dynamika jest znacznie lepsza, a muzyka nie leży tu płasko. Mastelotto prawdopodobnie uratował ten album, dodając pełną namiętności nową ścieżkę perkusji na żywo”.

### Listy tygodniowe
| Kraj   | Lista                      | Pozycja |
| ------ | -------------------------- | ------- |
| Niemcy | Offizielle Deutsche Charts | 67      |
| Włochy | Italian Charts             | 18      |